# Luleå, Umeå, Piteå, Haparanda och Skellefteå valkrets
Luleå, Umeå, Piteå, Haparanda och Skellefteå valkrets var i valen till andra kammaren 1878–1884 en egen valkrets med ett mandat. Valkretsen, som utgjordes av städerna Luleå stad, Umeå stad, Piteå stad, Haparanda stad och Skellefteå stad men inte den omgivande landsbygden, avskaffades vid extravalet 1887 då Umeå och Skellefteå överfördes till Härnösands, Umeå och Skellefteå valkrets medan de tre norrbottniska städerna tillsammans bildade Luleå, Piteå och Haparanda valkrets.

## Riksdagsmän
- Henrik Adolf Widmark, c (1879–1881)
- Henrik Johan Sundström (1882–1884)
- Johannes Nyqvist (1885–vårsessionen 1887)